# Гокінс (Техас)
Гокінс (англ. Hawkins) — місто (англ. city) в США, в окрузі Вуд штату Техас. Населення — 1274 особи (2020).

## Географія
Гокінс розташований за координатами 32°35′29″ пн. ш. 95°12′12″ зх. д. / 32.59139° пн. ш. 95.20333° зх. д. (32.591384, -95.203306).  За даними Бюро перепису населення США в 2010 році місто мало площу 5,84 км², з яких 5,81 км² — суходіл та 0,04 км² — водойми.

## Демографія
Згідно з переписом 2010 року, у місті мешкало 1278 осіб у 483 домогосподарствах у складі 348 родин. Густота населення становила 219 осіб/км².  Було 580 помешкань (99/км²).
Расовий склад населення:
| - 79,8 % — білих - 14,2 % — чорних або афроамериканців - 0,6 % — корінних американців - 0,2 % — азіатів - 1,6 % — осіб інших рас |

До двох чи більше рас належало 3,7 %. Частка іспаномовних становила 4,9 % від усіх жителів.
За віковим діапазоном населення розподілялося таким чином: 27,0 % — особи молодші 18 років, 56,2 % — особи у віці 18—64 років, 16,8 % — особи у віці 65 років та старші. Медіана віку мешканця становила 38,5 року. На 100 осіб жіночої статі у місті припадало 91,0 чоловіків;  на 100 жінок у віці від 18 років та старших — 86,2 чоловіків також старших 18 років.
Середній дохід на одне домашнє господарство  становив 55 154 долари США (медіана — 48 333), а середній дохід на одну сім'ю — 61 520 доларів (медіана — 55 714). За межею бідності перебувало 25,2 % осіб, у тому числі 32,4 % дітей у віці до 18 років та 1,4 % осіб у віці 65 років та старших.
Цивільне працевлаштоване населення становило 590 осіб. Основні галузі зайнятості: освіта, охорона здоров'я та соціальна допомога — 26,9 %, роздрібна торгівля — 14,1 %, мистецтво, розваги та відпочинок — 9,5 %, будівництво — 9,5 %.